# Slowly, Slowly
|  | Denne artikel er oprettet af botten Steenthbot ud fra en ekstern database. Den kan derfor have sproglige fejl eller mangler. Denne skabelon kan fjernes efter kontrol af indholdet. |

Slowly, Slowly er en dansk dokumentarfilm fra 2013 instrueret af Troels Primdahl efter eget manuskript.

## Handling
En flok ældre mænd og kvinder mødes på en forfalden cykelbane. Tilsyneladende ikke for at cykle. De har i stedet tænkt sig at fuldbyrde et gammelkendt ritual - noget der sætter livet i perspektiv. Instruktøren ønsker med denne film at lave en musikvideo, der samtidig fortæller en nærværende historie om den svære forsoning med livets mest basale grundvilkår - døden.